# Esqui alpino nos Jogos Paralímpicos de Inverno de 2018 - Super combinado masculino
As provas de super combinado masculino do esqui alpino nos Jogos Paralímpicos de Inverno de 2018 foram disputadas no Centro Alpino Jeongseon, localizado em Bukpyeong-myeon, Jeongseon, em 13 de março.

## Medalhistas
| Medalha | Atletas sentados       | Atletas em pé      | Deficientes visuais                                        |
| ------- | ---------------------- | ------------------ | ---------------------------------------------------------- |
| Ouro    | NED Jeroen Kampschreur | NPA Alexey Bugaev  | SVK Miroslav Haraus / Maroš Hudík (guia)                   |
| Prata   | FRA Frédéric François  | FRA Arthur Bauchet | ESP Jon Santacana Maiztegui / Miguel Galindo Garcés (guia) |
| Bronze  | NOR Jesper Pedersen    | NZL Adam Hall      | NPA Valery Redkozubov / Evgeny Geroev (guia)               |

## Resultados

### Atletas sentados
| Pos. | Bib | Atleta                       | Super-G | Pos. | Slalom  | Pos. | Total   | Diferença |
| ---- | --- | ---------------------------- | ------- | ---- | ------- | ---- | ------- | --------- |
| 01 ! | 49  | NED Jeroen Kampschreur       | 1:25.55 | 3    | 46.04   | 1    | 2:11.59 | —         |
| 02 ! | 57  | FRA Frédéric François        | 1:25.08 | 2    | 47.83   | 3    | 2:12.91 | +1.32     |
| 03 ! | 48  | NOR Jesper Pedersen          | 1:24.72 | 1    | 49.02   | 5    | 2:13.74 | +2.15     |
| 4    | 53  | JPN Takeshi Suzuki           | 1:28.65 | 9    | 47.02   | 2    | 2:15.67 | +4.08     |
| 5    | 55  | FRA Yohann Taberlet          | 1:27.30 | 8    | 49.40   | 7    | 2:16.70 | +5.11     |
| 6    | 61  | USA Josh Elliott             | 1:27.10 | 5    | 50.58   | 9    | 2:17.68 | +6.09     |
| 7    | 74  | USA Andrew Kurka             | 1:27.17 | 6    | 50.56   | 8    | 2:17.73 | +6.14     |
| 8    | 52  | NED Niels de Langen          | 1:29.47 | 11   | 48.87   | 4    | 2:18.34 | +6.75     |
| 9    | 65  | CRO Dino Sokolović           | 1:31.65 | 15   | 49.07   | 6    | 2:20.72 | +9.13     |
| 10   | 46  | SUI Christoph Kunz           | 1:29.33 | 10   | 52.81   | 10   | 2:22.14 | +10.55    |
| 11   | 68  | KOR Han Sang-min             | 1:29.48 | 12   | 54.24   | 12   | 2:23.72 | +12.13    |
| 12   | 58  | USA Jasmin Bambur            | 1:31.53 | 14   | 53.69   | 11   | 2:25.22 | +13.63    |
| 13   | 67  | JPN Kenji Natsume            | 1:32.28 | 17   | 58.65   | 13   | 2:30.93 | +19.34    |
| 14   | 73  | CZE Pavel Bambousek          | 1:35.83 | 21   | 1:01.64 | 14   | 2:37.47 | +25.88    |
| —    | 51  | USA Tyler Walker             | 1:27.27 | 7    | DNF     | —    | —       | —         |
| —    | 54  | GER Georg Kreiter            | 1:33.50 | 19   | DNF     | —    | —       | —         |
| —    | 60  | KOR Lee Chi-won              | 1:32.20 | 16   | DNF     | —    | —       | —         |
| —    | 62  | ITA Renè De Silvestro        | 1:31.39 | 13   | DNF     | —    | —       | —         |
| —    | 64  | ARG Enrique Plantey          | 1:35.97 | 22   | DNF     | —    | —       | —         |
| —    | 69  | AUS Mark Soyer               | 1:33.24 | 18   | DNF     | —    | —       | —         |
| —    | 70  | JPN Akira Kano               | 1:26.91 | 4    | DSQ     | —    | —       | —         |
| —    | 72  | AUT Simon Wallner            | 1:35.59 | 20   | DSQ     | —    | —       | —         |
| —    | 47  | AUT Roman Rabl               | DNF     | —    | —       | —    | —       | —         |
| —    | 50  | CAN Kurt Oatway              | DNF     | —    | —       | —    | —       | —         |
| —    | 56  | JPN Taiki Morii              | DNF     | —    | —       | —    | —       | —         |
| —    | 59  | SUI Murat Pelit              | DNF     | —    | —       | —    | —       | —         |
| —    | 63  | POL Igor Sikorski            | DNF     | —    | —       | —    | —       | —         |
| —    | 66  | GER Thomas Nolte             | DNF     | —    | —       | —    | —       | —         |
| —    | 71  | AUS Sam Tait                 | DNF     | —    | —       | —    | —       | —         |
| —    | 75  | CHI Nicolas Bisquertt Hudson | DNF     | —    | —       | —    | —       | —         |

### Atletas em pé
| Pos. | Bib | Atleta                  | Super-G | Pos. | Slalom  | Pos. | Total   | Diferença |
| ---- | --- | ----------------------- | ------- | ---- | ------- | ---- | ------- | --------- |
| 01 ! | 28  | NPA Alexey Bugaev       | 1:25.62 | 2    | 44.94   | 1    | 2:10.56 | —         |
| 02 ! | 17  | FRA Arthur Bauchet      | 1:24.90 | 1    | 45.98   | 2    | 2:10.88 | +0.32     |
| 03 ! | 24  | NZL Adam Hall           | 1:29.06 | 7    | 46.26   | 3    | 2:15.32 | +4.76     |
| 4    | 42  | USA Jamie Stanton       | 1:29.80 | 10   | 46.75   | 4    | 2:16.55 | +5.99     |
| 5    | 18  | AUS Mitchell Gourley    | 1:27.13 | 3    | 49.77   | 8    | 2:16.90 | +6.34     |
| 6    | 21  | FIN Santeri Kiiveri     | 1:28.92 | 6    | 48.86   | 5    | 2:17.78 | +7.22     |
| 7    | 22  | SUI Thomas Pfyl         | 1:29.08 | 8    | 49.42   | 7    | 2:18.50 | +7.94     |
| 8    | 14  | SVK Martin France       | 1:27.62 | 4    | 50.92   | 11   | 2:18.54 | +7.98     |
| 9    | 25  | CAN Kirk Schornstein    | 1:28.67 | 5    | 49.99   | 9    | 2:18.66 | +8.10     |
| 10   | 20  | AUT Martin Würz         | 1:30.96 | 16   | 49.00   | 6    | 2:19.96 | +9.40     |
| 11   | 16  | GBR James Whitley       | 1:30.21 | 13   | 50.07   | 10   | 2:20.28 | +9.72     |
| 12   | 26  | JPN Hiraku Misawa       | 1:30.38 | 15   | 51.47   | 12   | 2:21.85 | +11.29    |
| 13   | 39  | NPA Alexey Mikushin     | 1:36.82 | 20   | 52.14   | 13   | 2:28.96 | +18.40    |
| 14   | 43  | JPN Gakuta Koike        | 1:38.64 | 21   | 56.35   | 14   | 2:34.99 | +24.43    |
| 15   | 38  | CZE Tomáš Vaverka       | 1:34.52 | 19   | 1:03.25 | 15   | 2:37.77 | +27.21    |
| —    | 23  | AUT Thomas Grochar      | 1:30.33 | 14   | DNF     | —    | —       | —         |
| —    | 30  | FRA Jordan Broisin      | 1:29.81 | 11   | DNF     | —    | —       | —         |
| —    | 31  | SUI Michael Brügger     | 1:32.28 | 18   | DNF     | —    | —       | —         |
| —    | 40  | NED Jeffrey Stuut       | 1:30.06 | 12   | DNF     | —    | —       | —         |
| —    | 44  | USA Thomas Walsh        | 1:29.13 | 9    | DNF     | —    | —       | —         |
| —    | 45  | SWE Aron Lindström      | 1:31.10 | 17   | DNF     | —    | —       | —         |
| —    | 15  | SUI Robin Cuche         | DNF     | —    | —       | —    | —       | —         |
| —    | 19  | AUT Markus Salcher      | DNF     | —    | —       | —    | —       | —         |
| —    | 27  | SUI Theo Gmür           | DNF     | —    | —       | —    | —       | —         |
| —    | 29  | NPA Alexander Alyabyev  | DNF     | —    | —       | —    | —       | —         |
| —    | 32  | BEL Jasper Balcaen      | DNF     | —    | —       | —    | —       | —         |
| —    | 33  | AND Roger Puig Davi     | DNF     | —    | —       | —    | —       | —         |
| —    | 34  | AUT Nico Pajantschitsch | DNF     | —    | —       | —    | —       | —         |
| —    | 35  | ITA Davide Bendotti     | DNF     | —    | —       | —    | —       | —         |
| —    | 36  | AUS Jonty O'Callaghan   | DNF     | —    | —       | —    | —       | —         |
| —    | 37  | CZE Miroslav Lidinský   | DNF     | —    | —       | —    | —       | —         |
| —    | 41  | CAN Braydon Luscombe    | DNF     | —    | —       | —    | —       | —         |

### Deficientes visuais
| Pos. | Bib | Atleta                                              | País                             | Super-G | Pos. | Slalom | Pos. | Total   | Diferença |
| ---- | --- | --------------------------------------------------- | -------------------------------- | ------- | ---- | ------ | ---- | ------- | --------- |
| 01 ! | 2   | Miroslav Haraus Guia: Maroš Hudík                   | SVK Eslováquia                   | 1:25.02 | 1    | 49.20  | 3    | 2:14.22 | —         |
| 02 ! | 3   | Jon Santacana Maiztegui Guia: Miguel Galindo Garcés | ESP Espanha                      | 1:27.34 | 3    | 47.79  | 2    | 2:15.13 | +0.91     |
| 03 ! | 5   | Valery Redkozubov Guia: Evgeny Geroev               | NPA Atletas Paralímpicos Neutros | 1:29.79 | 6    | 47.31  | 1    | 2:17.10 | +2.88     |
| 4    | 4   | Gernot Morgenfurt Guia: Christoph Peter Gmeiner     | AUT Áustria                      | 1:29.64 | 5    | 50.82  | 4    | 2:20.46 | +6.24     |
| 5    | 8   | Kevin Burton Guia: Brandon Ashby                    | USA Estados Unidos               | 1:31.13 | 7    | 51.23  | 5    | 2:22.36 | +8.14     |
| 6    | 10  | Maciej Krężel Guia: Anna Ograzyńska                 | POL Polônia                      | 1:34.75 | 10   | 52.20  | 6    | 2:26.95 | +12.73    |
| 7    | 12  | Mark Bathum Guia: Cade Yamamoto                     | USA Estados Unidos               | 1:34.64 | 9    | 53.00  | 7    | 2:27.64 | +13.42    |
| 8    | 11  | Patrik Hetmer Guia: Miroslav Máčala                 | CZE República Checa              | 1:31.27 | 8    | 57.44  | 8    | 2:28.71 | +14.49    |
| —    | 9   | Ivan Frantsev Guia: German Agranovskii              | NPA Atletas Paralímpicos Neutros | 1:28.84 | 4    | DNF    | —    | —       | —         |
| —    | 7   | Jakub Krako Guia: Branislav Brozman                 | SVK Eslováquia                   | 1:25.79 | 2    | DSQ    | —    | —       | —         |
| —    | 1   | Giacomo Bertagnolli Guia: Fabrizio Casal            | ITA Itália                       | DNF     | —    | —      | —    | —       | —         |
| —    | 6   | Mac Marcoux Guia: Jack Leitch                       | CAN Canadá                       | DNF     | —    | —      | —    | —       | —         |
| —    | 13  | Marek Kubačka Guia: Mária Zatovičová                | SVK Eslováquia                   | DNF     | —    | —      | —    | —       | —         |

Legenda
| Recorde mundial      | Recorde mundial (World record)               |                       | Recorde africano                      | Recorde africano (African) |                                           | Q | Classificado por posição (Qualified) |
| Recorde paralímpico  | Recorde paralímpico (Paralympic record)      | Recorde da América    | Recorde da América (Americas)         | q                          | Classificado por melhor tempo (Qualified) |   |                                      |
| Melhor marca do ano  | Melhor marca do ano (World leading)          | Recorde asiático      | Recorde asiático (Asian)              | DNS                        | Não largou (Did not start)                |   |                                      |
| Recorde nacional     | Recorde nacional (National record)           | Recorde europeu       | Recorde europeu (European)            | DNF                        | Não terminou (Did not finish)             |   |                                      |
| Recorde pessoal      | Recorde pessoal do atleta (Personal best)    | Recorde da Oceania    | Recorde da Oceania (Oceania)          | DSQ / DQ                   | Desclassificado (Disqualified)            |   |                                      |
| Recorde da temporada | Recorde da temporada do atleta (Season best) | Recorde sul-americano | Recorde sul-americano (South America) | NM                         | Sem marca (No mark)                       |   |                                      |